# Lucjusz Kalpurniusz Pizon Frugi Licynianus
Lucius Calpurnius Piso Frugi Licinianus (ur. 38, zm. 69) – przez ostatnie pięć dni życia współcesarz razem z Galbą.

## Życiorys
Pochodził z najwyższych kręgów rodzin senatorskich Rzymu. Poprzez matkę Skrybonię był praprawnukiem wielkich polityków republikańskiego Rzymu Pompejusza Wielkiego i Cynny. Ze strony ojca pochodził z rodu Licyniuszy, był czwartym synem Marka Licyniusza Krassusa Frugi konsula w 27.
Rodzice Pizona i jego brat Gnejusz Pompejusz Magnus zostali straceni za cesarza Klaudiusza w 47 n.e., a Pizon musiał iść na wygnanie.
Adoptowany przez Lucjusza Kalpurniusza Pizona, konsula w 57 n.e, wnuka Gnejusza Pizona. Będąc na wygnaniu nie pełnił żadnych urzędów. Za panowania cesarza Nerona wrócił z wygnania i przebywał w Rzymie. Zachowała się inskrypcja, mówiąca, że Wespazjan będąc osobą prywatną, rozstrzygał spór graniczny między Pizonem i jego bratem Skrybonianem. Wchodził w skład kolegium kapłańskiego quindecimviri sacri faciundis. Żonaty z Weranią Geminą. Zapewne jego córką była Kalpurnia Lepida, zamężna z Serwiuszem Korneliuszem Scypionem Salwidienusem Orfitusem. Utrzymywał przyjacielskie stosunki z Rubeliuszem Plautem. Cesarz Galba, dowiedziawszy się o buncie Witeliusza, namiestnika Germanii, wybrał Pizona na swojego następcę i współwładcę. Wybór ten, dokonany pod wpływem nalegań prefekta pretorianów Korneliusza Lakona, motywowano tym, że Pizon był zdolnym i obiecującym młodym człowiekiem i pochodził ze znakomitych rodów. 10 stycznia 69 został adoptowany przez Galbę i ogłoszony Cezarem. Ceremonia odbyła się w obozie pretorianów. Senat zamierzał wysłać Pizona w poselstwie do zbuntowanych legionów germańskich. Nie zdążono zrealizować tych planów. Na takie wyniesienie, jak Pizona, liczył Othon i zawiedziony w swoich nadziejach zawiązał spisek i obalił cesarza. 15 stycznia 69 n.e. Galba został zabity. Także Pizon, który ukrył się w świątyni Westy, został znaleziony i zabity.
W 70 n.e. senat uchwalił na wniosek Kurcjusza Montanusa uczczenie pamięci Pizona, lecz uchwała ta pozostała bez skutku.

## Rodzina
|                                            |                                            |  |                                                 |                                                 |  |                                                                      |                                                                      |  |                                                          |                                            |  |                  |                  |  |                                                                    |                                                                    |  |                                   |                                   |  |                                                                                      |                                                                                      |  |
|                                            |                                            |  |                                                 |                                                 |  |                                                                      |                                                                      |  | Marek Licyniusz Krassus Frugi konsul 27 n.e. • Skrybonia |                                            |  |                  |                  |  |                                                                    |                                                                    |  |                                   |                                   |  |                                                                                      |                                                                                      |  |
|                                            |                                            |  |                                                 |                                                 |  |                                                                      |                                                                      |  |                                                          |                                            |  |                  |                  |  |                                                                    |                                                                    |  |                                   |                                   |  |                                                                                      |                                                                                      |  |
|                                            |                                            |  |                                                 |                                                 |  |                                                                      |                                                                      |  |                                                          |                                            |  |                  |                  |  |                                                                    |                                                                    |  |                                   |                                   |  |                                                                                      |                                                                                      |  |
| Gnejusz Pompejusz Magnus • Klaudia Antonia | Gnejusz Pompejusz Magnus • Klaudia Antonia |  |                                                 |                                                 |  | Marek Licyniusz Krassus Frugi konsul 64 n.e. • Sulpicia Pretekstata  | Marek Licyniusz Krassus Frugi konsul 64 n.e. • Sulpicia Pretekstata  |  | Licynia Wielka • Lucjusz Kalpurniusz Pizon               | Licynia Wielka • Lucjusz Kalpurniusz Pizon |  |                  |                  |  |                                                                    |                                                                    |  | Licyniusz Krassus Skrybonianus    | Licyniusz Krassus Skrybonianus    |  | Lucjusz Kalpurniusz Pizon Frugi Licynianus po adopcji Servius Sulpicius Galba Caesar | Lucjusz Kalpurniusz Pizon Frugi Licynianus po adopcji Servius Sulpicius Galba Caesar |  |
|                                            |                                            |  |                                                 |                                                 |  |                                                                      |                                                                      |  |                                                          |                                            |  |                  |                  |  |                                                                    |                                                                    |  |                                   |                                   |  |                                                                                      |                                                                                      |  |
|                                            |                                            |  |                                                 |                                                 |  |                                                                      |                                                                      |  |                                                          |                                            |  |                  |                  |  |                                                                    |                                                                    |  |                                   |                                   |  |                                                                                      |                                                                                      |  |
| (Marek Licyniusz)? Skrybonianus Kamerinus  | (Marek Licyniusz)? Skrybonianus Kamerinus  |  | Licynia Pretekstata westalka                    | Licynia Pretekstata westalka                    |  | Gajusz Kalpurniusz Krassus Frugi Licynianus konsul zastępczy 87 n.e. | Gajusz Kalpurniusz Krassus Frugi Licynianus konsul zastępczy 87 n.e. |  |                                                          |                                            |  |                  |                  |  | Lucjusz Skryboniusz Libon Rupilius Frugi konsul zastępczy za Nerwy | Lucjusz Skryboniusz Libon Rupilius Frugi konsul zastępczy za Nerwy |  | Licynia Kornelia Woluzja Torkwata | Licynia Kornelia Woluzja Torkwata |  |                                                                                      |                                                                                      |  |
|                                            |                                            |  |                                                 |                                                 |  |                                                                      |                                                                      |  |                                                          |                                            |  |                  |                  |  |                                                                    |                                                                    |  |                                   |                                   |  |                                                                                      |                                                                                      |  |
|                                            |                                            |  |                                                 |                                                 |  |                                                                      |                                                                      |  |                                                          |                                            |  |                  |                  |  |                                                                    |                                                                    |  |                                   |                                   |  |                                                                                      |                                                                                      |  |
|                                            |                                            |  | Gajusz Kalpurniusz Pizon Krassus Frugi Licynian | Gajusz Kalpurniusz Pizon Krassus Frugi Licynian |  |                                                                      |                                                                      |  | Kalpurnia Pretekstata                                    | Kalpurnia Pretekstata                      |  | Rupilia Faustina | Rupilia Faustina |  |                                                                    |                                                                    |  | Matidia Młodsza                   | Matidia Młodsza                   |  |                                                                                      |                                                                                      |  |
|                                            |                                            |  |                                                 |                                                 |  |                                                                      |                                                                      |  |                                                          |                                            |  |                  |                  |  |                                                                    |                                                                    |  |                                   |                                   |  |                                                                                      |                                                                                      |  |
|                                            |                                            |  |                                                 |                                                 |  |                                                                      |                                                                      |  |                                                          |                                            |  |                  |                  |  |                                                                    |                                                                    |  |                                   |                                   |  |                                                                                      |                                                                                      |  |